# Баломір
Баломір (рум. Balomir) — село у повіті Хунедоара в Румунії. Входить до складу комуни Синтемерія-Орля.
Село розташоване на відстані 274 км на північний захід від Бухареста, 33 км на південь від Деви, 140 км на південь від Клуж-Напоки, 138 км на схід від Тімішоари.

## Населення
За даними перепису населення 2002 року у селі проживали 333 особи, з них 331 особа (99,4%) румунів. Усі жителі села рідною мовою назвали румунську.